# Make a Wave
"Make a Wave" es una canción del proyecto Disney's Friends for Change que está interpretada por Demi Lovato y Joe Jonas. Fue cantada por primera vez en Walt Disney World Resort en Lake Buena Vista, en Florida. durante el "Celebrate Family Volunteers" y fue la canción principal de la banda sonora de la película "OCEANS". La canción se estrenó el 26 de febrero de 2010 en Radio Disney, mientras que el video se estrenó a nivel mundial en Disney Channel el 24 de marzo y pudo ser visto en Disney.com. "Make a Wave" se pudo comenzar a comprar en iTunes el 15 de marzo y todo el dinero conseguido fue enviado a varias organizaciones medioambientales mediante el programa Disney Worldwide Conservation Fund (DWCF). "OCEANS" se estrenó en los cines el 22 de abril de 2010 (El día de la Tierra).

## Antecedentes
La canción debutó el 26 de febrero en Radio Disney, consiguiendo el puesto # 4 en el Top 30 Countdown, mientras que el video musical tuvo su estreno mundial en Disney Channel el 14 de marzo y puesto en marcha en línea al día siguiente en Disney.com. "Make a Wave" estaba disponible a partir del 15 de marzo en iTunes, con todas las ganancias beneficiarán a instituciones benéficas del medio ambiente a través de la Disney Worldwide Conservation Fund (DWCF). "Océanos" llegará a los cines 22 de abril de 2010 (Día de la Tierra). Se alcanzó el puesto número 84 en Billboard Hot 100.

## Tabla de rendimiento
La canción alcanzó la posición # 84 en Billboard Hot 100 , al perder Send it On, que alcanzó la posición # 20. La canción fue un éxito en Radio Disney 's Top 30 Countdown, pero perdió ante Send it On . De Demi Lovato singles 's promocionales, este fue el más alto de gráficos single promocional, debido a Me, Myself and Time , el sencillo promocional de Sonny With a Chance en horas nivel en la posición # 4 en Bubbling Under Hot 100 Singles , que es # 104 el Billboard Hot 100, haciendo de esta la mejor posición para un sencillo promocional, pero Yo, yo mismo y el tiempo en el Top Radio Disney 30 Countdown, alcanzó su punto máximo en la posición # 1 lo hace una onda de perder con Yo, yo mismo y la hora en Radio Disney.